# Cylichna attonsa
Cylichna attonsa är en snäckart som beskrevs av Carpenter 1865. Cylichna attonsa ingår i släktet Cylichna och familjen Cylichnidae. Inga underarter finns listade i Catalogue of Life.